# Incubus (együttes)
Az Incubus amerikai együttes. Zeneileg a metal műfaj széles spektrumán játszanak: fő profiljuk a rap és a funk metal, de jelen vannak az alternatív metal és nu metal műfajokban is. 
Tagok: Brandon Boyd, Mike Einziger, Jose Pasillas, Chris Kilmore és Ben Kenney. Volt tagok: Alex Katunich és Gavin Koppell.
1991-ben alakultak meg a kaliforniai Calabasas-ban. Nevüket egy mitológiai démonról kapták. Érdekesség, hogy az 1986-ban alakult, death metalt játszó Opprobrium zenekarnak is Incubus volt a korábbi neve. Fennállásuk alatt 8 nagylemezt jelentettek meg. Albumaikat főleg az Island, valamint Epic Records kiadók adják ki. 1998-ban Koppel kiszállt az Incubus-ból, 2003-ban pedig Katunich hagyta el a zenekart.

## Diszkográfia
- Fungus Amongus (1995)
- S.C.I.E.N.C.E. (1997)
- Make Yourself (1999)
- Morning View (2001)
- A Crow Left of the Murder... (2004)
- Light Grenades (2006)
- If Not Now, When? (2011)
- 8 (2017)